# Pasaporte nicaragüense
El pasaporte nicaragüense se emite a los ciudadanos de Nicaragua para viajes internacionales. Desde el 1 de octubre de 2024, los ciudadanos nicaragüenses tienen acceso sin visa o con visa a la llegada a 128 estados y territorios, situando al pasaporte nicaragüense en la 42.ª posición en términos de libertad de viaje según el índice de restricciones de visado Henley.
El pasaporte actual nicaragüense tiene 89 características de seguridad, incluyendo códigos de barras bidimensionales, hologramas, y filigrana, y se reporta como uno de los documentos menos falsificados en el mundo.

## Apariencia física
Como todos los pasaportes centroamericanos, la portada es de color azul marino con letras doradas que indican el nombre oficial del país en español; en la parte superior tiene las palabras Centroamérica y en medio un mapa de América Central que muestra el territorio de Nicaragua sombreado. En la parte inferior tiene un texto que indica el tipo de pasaporte.
El pasaporte incluye una fotografía biométrica de la persona y tiene algunos requisitos: debe ser 2.6 x 3.2 cm de tamaño, la cara visible mirando enfrente e iluminada convenientemente, el fondo uniforme, la foto reciente.
El pasaporte consta de 48 páginas. Mide 124 mm de ancho y 86 mm de alto.

### Página de datos personales
- Foto del titular del pasaporte
- Tipo ("P" para pasaporte)
- Código del pais
- Número de pasaporte
- Apellidos y nombres del titular del pasaporte
- Nacionalidad
- Fecha de nacimiento (DD LUN AA)
- Sexo (M para hombre o F para mujer)
- Lugar de nacimiento
- Fecha de emisión (DD LUN AA)
- N.º. de cédula
- N.º. de registro
- Fecha de vencimiento (DD LUN AA)
- Firma del titular del pasaporte[4]

## Validez
Los pasaportes para personas mayores de 16 años tienen una validez de diez años y para personas menores de 16 años, cinco años.

## Visado

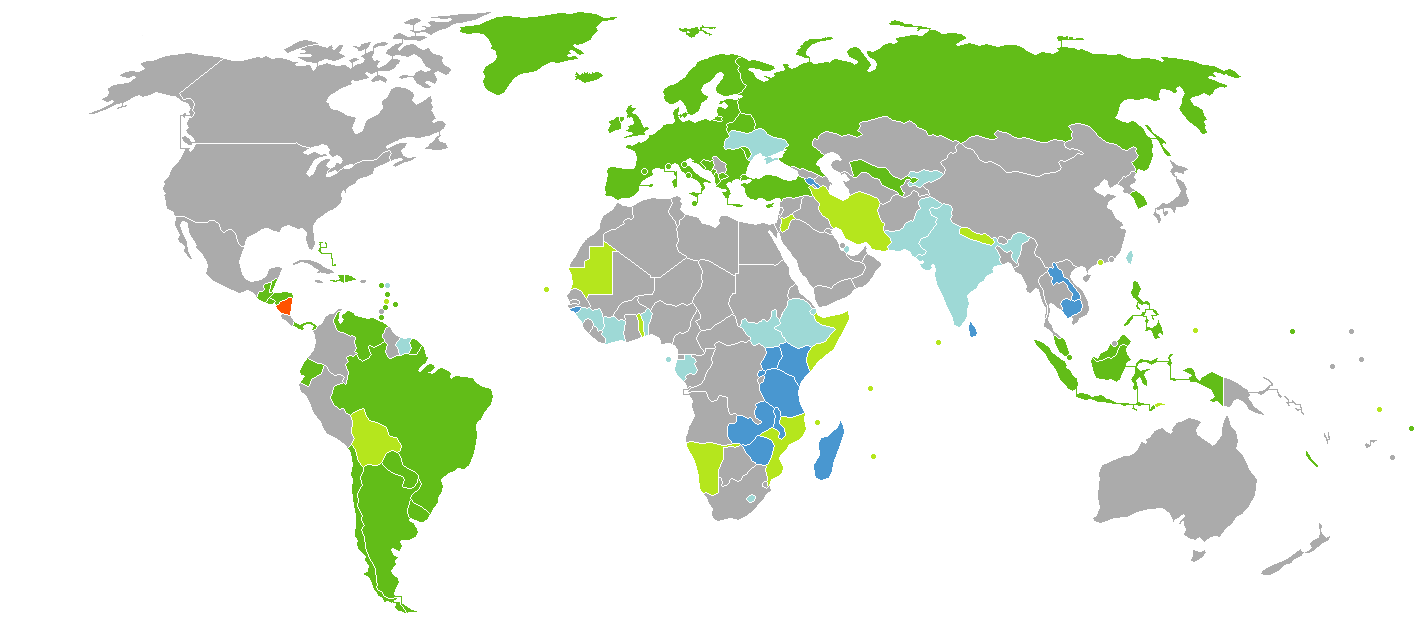
Nicaragua
Sin necesidad de visa
Visa a la llegada
Visa a la llegada o visa electrónica
Visa electrónica
Se requiere visa antes de la llegada